# La Estancia, Queréndaro
La Estancia är en ort i Mexiko.   Den ligger i kommunen Queréndaro och delstaten Michoacán de Ocampo, i den södra delen av landet, 180 km väster om huvudstaden Mexico City. La Estancia ligger 2 215 meter över havet och antalet invånare är 346.
Terrängen runt La Estancia är varierad. Runt La Estancia är det ganska tätbefolkat, med 90 invånare per kvadratkilometer. Närmaste större samhälle är Zinapécuaro, 7,3 km norr om La Estancia. I omgivningarna runt La Estancia växer i huvudsak blandskog.